# Arrow Rock (Missouri)
Pour les articles homonymes, voir Arrow Rock (homonymie).
Arrow Rock est un village situé en bordure du Missouri, à l'est du comté de Saline, dans le Missouri, aux États-Unis,. Il est incorporé en 1820.

## Démographie
Lors du recensement de 2010, le village comptait une population de 56 habitants. Elle est également estimée, en 2016, à 56 habitants.

### Source de la traduction
- (en) Cet article est partiellement ou en totalité issu de l’article de Wikipédia en anglais intitulé « Arrow Rock, Missouri » (voir la liste des auteurs).